# 리다오쿠이

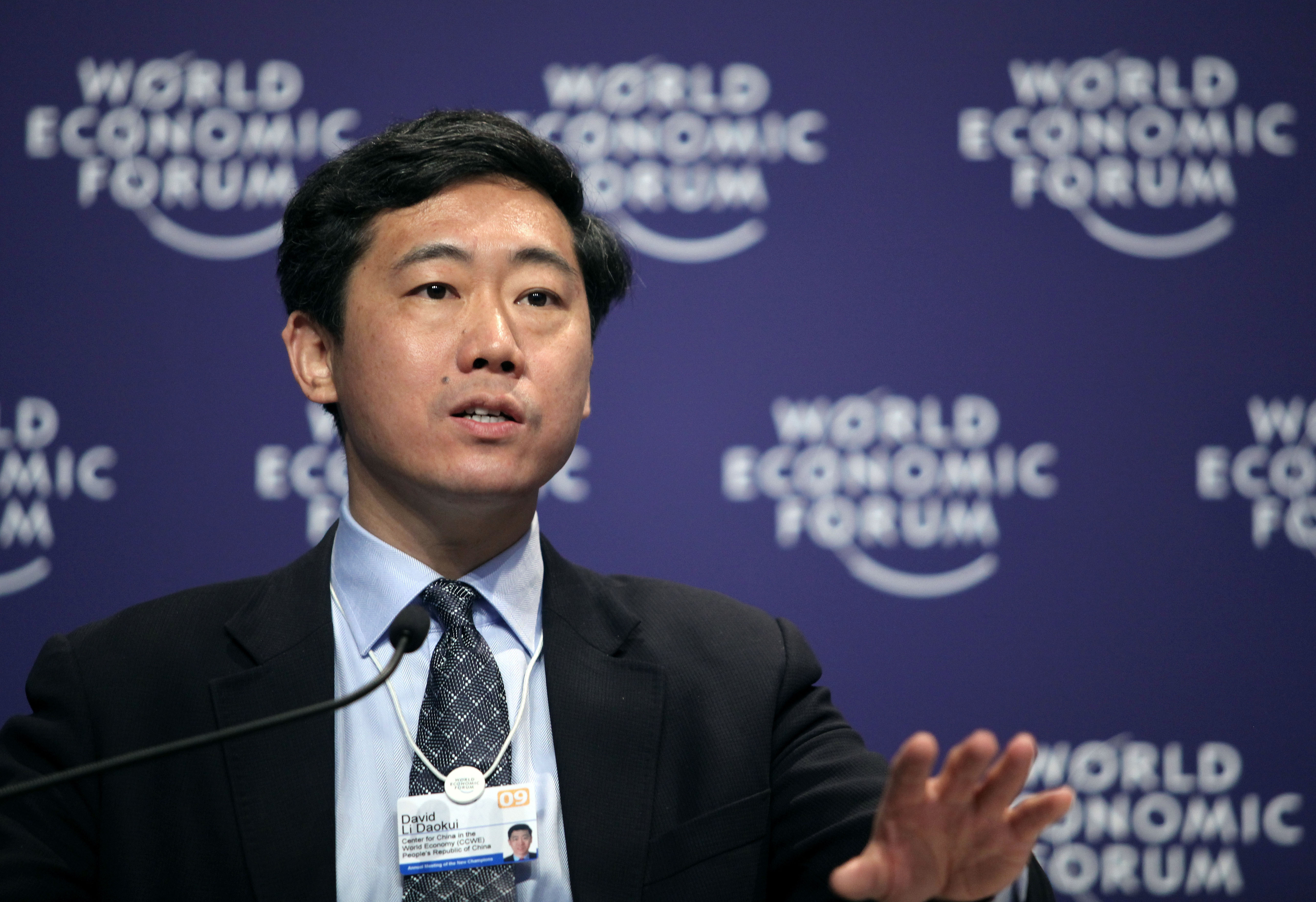

리다오쿠이 (중국어: 李稻葵, 병음: Lǐ Dàokuí, 1963년 12월 22일~)는 중국의 경제학자이다.
리다오쿠이 또는 데이비드 다오쿠이 리(David Daokui Li)는 1985년 칭화대학교 경제관리학원을 졸업하였고, 1992년 하버드대학교에서 경제학 박사학위를 받았다. 1992년~1999년 미시간대학교 조교수를 지냈고 1999년~2004년 홍콩 과기대학 부교수를 거쳐 2004년 이후로 베이징시의 칭화대학교 경제관리학원 교수로 재직 중이다. 2010년부터 2012년까지 중국인민은행 화폐정책위원회 위원을 역임했다.